# Jesús Ballesteros
Jesús Ballesteros Llompart es un filósofo y jurista español nacido en Valencia en 1943. Es padre de 7 hijos. Pensador original ha aportado ideas clarificadoras sobre no violencia, ecología, financias e inmigración y otros argumentos.

## Trayectoria biográfica
Obtuvo el Premio Extraordinario de Licenciatura en Derecho en 1965, y de Doctorado, en 1971 con una tesis sobre Giuseppe Capograssi defendida en la Universidad de Valencia. Desde 1983 es catedrático de Filosofía del Derecho y Filosofía Política en la Facultad de Derecho de esta universidad.
Durante estos años ha compaginado su actividad docente con la investigación. Ha dirigido 21 tesis doctorales y 39 tesinas, todas ellas juzgadas con las máximas calificaciones. Ha sido ponente en varias decenas de congresos nacionales e internacionales en Alemania, Colombia, España, Italia y México.
Es miembro de la Sociedad Española de Filosofía Jurídica y Política y de la Sociedad Española de Bioética, del Consejo Asesor de las revistas Anuario de Derechos Humanos, Persona y Derecho, Cuadernos de Bioética, Ragion Pratica, Rivista di Filosofia del Diritto y Teoria del diritto e dello Stato. También ha sido miembro de número de la Real Academia de Cultura Valenciana

## Obra
Sus libros pretenden provocar en el lector una reflexión personal sobre cuestiones importantes de nuestro tiempo. En ellos se pone de manifiesto su preocupación por los problemas más candentes a los que el ser humano se ha enfrentado en las últimas décadas y la manera en que puede afrontarlos. En una época que ha sido denominada por muchos como la postmodernidad, el autor propone una posición alternativa a la predominante, dominada por el postestructuralismo. Considera necesario reafirmar la confianza en la razón y la cercanía a lo real, es lo que denomina la postmodernidad resistente.
En los 90 se adentró en la ecología política. En estos años también se dedicó al campo de la bioética ante las nuevas posibilidades de la biotecnología. En la primera década del nuevo siglo su interés por los derechos humanos y la defensa de la dignidad humana le llevaron a la cuestión de la guerra y el diálogo intercultural.
El autor ha estudiado un amplio campo de cuestiones de filosofía del derecho y filosofía política: la fundamentación de los derechos humanos, las formas de violencia, cuestiones de ecología desde la ecología política, los problemas éticos de la biotecnología, el feminismo, así como las posibilidades de la postmodernidad. Ha estudiado después las raíces globales de la crisis económica y financiera. Sobre ésta y otras cuestiones relacionadas ha coordinado un libro en la editorial Springer. En estos artículos más recientes profundiza en las causas de la crisis financiera, sus raíces en la Escuela neoclásica y el utilitarismo; así como la financiarización de la economía y la mercantilización de la sociedad.